# Raionul Katerînopil, Cerkasî
Katerînopil (în ucraineană Катеринопільський район, transliterat: Katerînopilskîi raion) este un raion în regiunea Cerkasî, Ucraina. Reședința sa este așezarea de tip urban Katerînopil.

## Demografie
Componența lingvistică a raionului Katerînopil
     Ucraineană (98,01%)
     Rusă (1,6%)
     Alte limbi (0,27%)
Conform recensământului din 2001, majoritatea populației raionului Katerînopil era vorbitoare de ucraineană (98,01%), existând în minoritate și vorbitori de rusă (1,6%).